# David Quinlan
David Martin Quinlan (22 de Junho de 1968) é um cantor, compositor, pastor de música cristã contemporânea, nascido em Belfast, na Irlanda do Norte que mora no Brasil. Gravou diversos álbuns e singles e já foi indicado em grandes prêmios da música cristã brasileira, como o Troféu Talento e o Promessas.

## Biografia
Nascido em Belfast, Irlanda do Norte, David veio para o Brasil com os seus pais, quando tinha 5 anos de idade, e foi criado tanto no Brasil, quanto na Inglaterra, e na Irlanda. Envolvido com a música desde pequeno, ajudou os seus pais na igreja aonde pastoreavam nas cidades de Pará de Minas, Itabirito e Belo Horizonte em Minas Gerais, tocando violão e cantando. 
Durante a adolescência, e primeiros anos de juventude, ele chegou a fazer parte de diversos grupos/bandas musicais no Brasil, na Irlanda, e também em Taiwan - onde morou por um ano. 
Após abrir mão do seu sonho se ser piloto de avião, voltou para o Brasil, conheceu os norte-americanos Dan e Marti Duke - com quem trabalhou por 8 anos - e se ingressou na música gospel de vez.
Após mais de trinta anos de estrada, ele continua viajando para os quatro cantos da nação levando a Palavra de Deus cantada e pregada por onde passa.  
O cantor é membro da Igreja Batista Getsêmani, em Belo Horizonte, onde alguns cantores cristãos renomados como Eli Soares dentre outros já fizeram parte.[carece de fontes?]
O primeiro álbum de David Quinlan que alcançou notoriedade nacional foi Fogo e Glória Curitiba, que se tornou um clássico congregacional no Brasil. Após sua gravação, vieram Abraça-me e Águas Profundas, de 2003 e 2004, respectivamente.
Em 2009, houve uma dissidência em sua banda, onde alguns integrantes saíram e formaram a Banda Freedom. Em outubro de 2010, o cantor fechou contrato com a gravadora Canzion Brasil, onde lançou o álbum Libre Para Adorar em seguida fechou contrato com a Som Livre aonde juntos lançaram os albúns Um Lugar Para Dois  e  Meu Chamado Minha Vida . Atualmente está na  Gravadora Brasas . 
O cantor já cantou com vários outros cantores e músicos. Fez participação especial no álbum Pérolas da Adoração de Ludmila Ferber, no álbum Descanso, de Antônio Cirilo, além das participações de Nívea Soares e Heloisa Rosa em alguns de seus trabalhos, com destaque na canção "Abraça-me", onde Heloisa e David fazem um dueto.
Através de seu contrato com a gravadora Som Livre em 2012, o cantor gravou em estúdio o disco Um Lugar para Dois, que contou com várias participações especiais e foi lançado na Expocristã em setembro. O dueto com Ana Paula Valadão na música "Vem Dançar" se tornou a música mais popular do álbum.

## Discografia[10]
- Além do Véu (1996)
- Fogo e Glória (1998)
- Em Tua Honra (1999)
- Fogo e Glória Curitiba (2002)
- Abraça-me (2003)
- Águas Profundas (2004)
- Apaixonado por Ti Jesus (2004)
- Liberdade (2008)
- No Infinito Deste Amor (2009)
- Além do Véu (2009)
- Libre para Adorar (2010)
- Eu Quero Mais (2011)
- Um Lugar para Dois (2012)
- Minha História, Minha Vida (2016)

### Participações e Parcerias
| Música                                                                      | Cantor | Álbum                                     |
| --------------------------------------------------------------------------- | --- | ----------------------------------------- |
| Futuro da Nação                                                             | Nívea Soares, Fernanda Brum, Rodolfo Abrantes e Paulo César Baruk, Marcus Salles, André Brun, Isaac Mercadante, Edilma Santos e Ton Dantas | Tenho Fome (O tempo de Deus Chegou)       |
| Quando os Adoradores se Encontram                                           | Ludmila Ferber | O Poder da Aliança                        |
| Abraça-me,Altos Montes,Sou do Meu Amado, Tem Muito Mais e Grande é o Senhor | Heloisa Rosa |                                           |
| Faz Chover                                                                  | Ana Paula Valadão | Vim Para Adorar-te(Adoração e Adoradores) |

## Videografia
| Nome                                         | Ano    |
| -------------------------------------------- | ------ |
| Ao Vivo em São Paulo                         | (2006) |
| Apaixonado por Ti Jesus - Ao Vivo em Goiânia | (2007) |
| No Infinito Deste Amor                       | (2011) |